# Šilḫak-Inšušinak I.

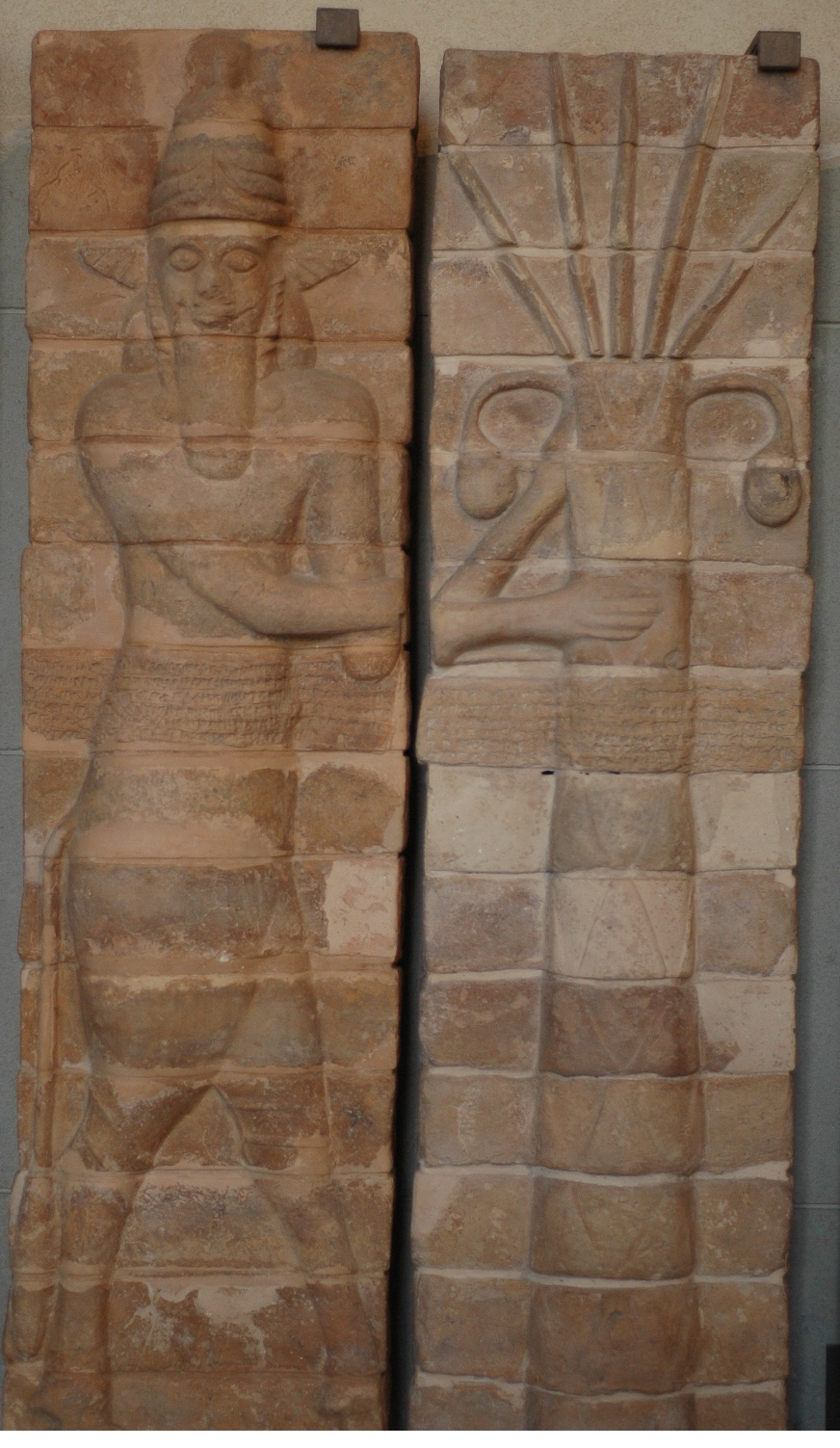
Bauinschrift des Šilḫak-Inšušinak, Louvre

Šilḫak-Inšušinak (Schilchak-Inschuschinak), (* ca. 1150 v. Chr.; † 1120 v. Chr.) war ein elamitischer König. Er war der Bruder seines Vorgängers Kutir-Nahhunte III. und damit der Sohn des Šutruk-Naḫḫunte II. Seine Gemahlin und Schwester war Nahhunte-Utu, diese war vielleicht auch die Gemahlin seines Vorgängers und es wurde vermutet, dass er durch diese Heirat Anspruch auf den Thron erlangte.

## Leben
Šilḫak-Inšušinak ist vor allem durch seine Bautätigkeit in Susa bekannt. Zahlreiche Bauinschriften sind von ihm erhalten. Eine dieser Inschriften ist historisch wichtig, da sie die Herrscher auflistet, die vor ihm an dem Tempel des Inšušinak gebaut haben. In Susa fanden sich auch die Reste einer Ziegelfassade, in der Figuren hineinmodelliert waren und die von ihm errichtet worden ist. Neben der Bautätigkeit in Susa ist der König auch an anderen Orten (Anšan, Tschoga Pahn) gut bezeugt.
Einige Texte des Herrschers berichten von Kriegszügen. Vor allem scheint er in Babylonien eingefallen zu sein, wo nach dem Untergang der Kassiten ein Machtvakuum entstanden war. Daneben scheint Šilḫak-Inšušinak auch sein Reich neu organisiert zu haben. Aus einem Text scheint hervorzugehen, dass sein Reich in 22 Provinzen unterteilt worden ist.